# Daedong-myeon, Gimhae
Daedong-myeon (koreanska: 대동면) är en socken i stadskommunen Gimhae i provinsen Södra Gyeongsang i den sydöstra delen av Sydkorea, 310 km sydost om huvudstaden Seoul.